# Éric Beugnot
Pour les articles homonymes, voir Beugnot.
Éric Beugnot, né le 22 mars 1955 à Cliron, est un joueur français de basket-ball, évoluant au poste d'ailier ou de deuxième arrière.

## Le joueur
Arrière de grande taille, il compense une adresse trop irrégulière par une grosse défense, tant sur des arrières que sur de grands ailiers. Il est le fils de Jean-Paul Beugnot, lui aussi considéré comme l'un des meilleurs Français de tous les temps. Colonne vertébrale de l'équipe de France pendant une dizaine d'années, il est à la base de son redressement : 212 sélections et 2 882 points marqués.
Après sa carrière de joueur, il devient directeur sportif au PSG Racing en 1992, puis directeur général à l'ASVEL en 1995 où il rejoint son frère Grégor, entraîneur depuis 1992. Sous la houlette des deux frères, le club accède au Final Four européen en 1997, gagne une Coupe de France, et participe à cinq finales de Championnat de France.

## Clubs
- 1972-1984 :  SCM le Mans (Nationale 1)
- 1984-1986 :  AS Monaco (Nationale 1)
- 1986-1989 :  ASVEL Villeurbanne (N 1 A)
- 1989-1992 :  Jet Lyon (Nationale 2 puis N 1 B puis N 1 A)
- 1992-1993 :  MB 2000 (Régionale 2)

## Palmarès
compétitions nationales 
- Champion de France Pro A : 1978, 1979, 1982
- Champion de France Pro B : 1991
- Champion de France N 2 : 1990

 sélections nationales 
- Participation aux Jeux Olympiques de Los Angeles (1984)
- International A pendant 12 années
- Capitaine de l’Equipe de France
- 212 sélections en Équipe de France A

 sélections d'Europe 
- 7 sélections Equipe d’Europe

## Distinctions personnelles
- 2 titres de meilleur joueur français
- 3 titres de meilleur défenseur français
- 2 titres de meilleur rebondeur français